# Joan Crawford/Filmografie
Die erweiterte Filmografie von Joan Crawford führt alle Spielfilme der Schauspielerin auf, inklusive von Cameo-Auftritten. Mitwirkungen als Statistin werden nicht gelistet. Ebenfalls nicht aufgenommen ist der Kurzfilm Juwelenraub in Hollywood, der ausschließlich für karitative Zwecke produziert wurde und den alle großen Filmstudios unentgeltlich in ihren jeweiligen Vertragskinos zeigten.
Die Liste informiert über das für die Produktion verantwortliche Filmstudio bzw. die Verleihfirma und, soweit verifizierte Informationen vorliegen, über die Herstellungskosten und Einspielergebnisse. Das Datum des Kinostarts
bezieht sich auf den Start des offiziellen Verleihs in den USA.
In der Spalte technische Daten wird neben der Dauer in Minuten aufgeführt, ob es sich um eine schwarzweiß (sw) oder Farbproduktion (f) bzw. einen Stumm- (S) oder Tonfilm (T) handelt. Die Produktionskosten sowie die Werte in der Spalte Auswertung zu den Einspielergebnissen beziehen sich auf US-Dollar. Bei einigen Filmen liegen lediglich Angaben für die Einspielergebnisse in den USA vor. Diese sind entsprechend gekennzeichnet.
Die Reihenfolge der Angaben:
- Einspielergebnis USA
- Einspielergebnis Ausland
- Einspielergebnis kumuliert
- Gewinn (+)/Verlust (−)
- k. A.: keine Angaben vorhanden.

Häufigster Co-Star:
- Clark Gable: 8 Filme
- Franchot Tone: 7 Filme
- Robert Montgomery: 6 Filme

Häufigster Regisseur:
- Clarence Brown: 5 Filme
- Jack Conway: 5 Filme
- Harry Beaumont: 4 Filme
- W. S. Van Dyke: 4 Filme

| Jahrzehnte | 1920er | 1930er | 1940er | 1950er | 1960er | 1970er |

| Jahr | Deutscher Titel Originaltitel                                        | technische Daten          | Studio                              | Kinostart  | Regisseur                           | Mitwirkende                                                  | Kosten     | Auswertung                                 | Handlung | Bemerkungen |
|      |                                                                      |                           |                                     |            |                                     | 1920er                                                       |            |                                            | | |
| 1925 | Pretty Ladies                                                        | 74/sw/S                   | MGM                                 | 15.7.1925  | Monta Bell                          | ZaSu Pitts, Myrna Loy                                        | k. A.      | k. A.                                      | Ehedrama vor dem Hintergrund einer Broadwayshow | Einziger Auftritt unter ihrem Geburtsnamen Lucille LeSueur. |
| 1925 | Alles für die Firma (Old Clothes)                                    | 65/sw/S                   | MGM                                 | 11.9.1925  | Eddie Cline                         | Jackie Coogan, Ted Davidson                                  | k. A.      | k. A.                                      | Zwei arme Freunde werden durch Spekulationen mit Edelmetallen reich. | Erster Auftritt als Joan Crawford. |
| 1925 | Charleston-Girls (Sally, Irene and Mary)                             | 58/sw/S                   | MGM                                 | 7.12.1925  | Edmund Goulding                     | Constance Bennett, Sally O’Neil                              | 156.000    | 373.000 98.000 471.000 +141.000            | Drei Freundinnen erleben romantische Verwicklungen. | |
| 1926 | Tramp, Tramp, Tramp                                                  | 62/sw/S                   | First National                      | 21.3.1926  | Harry Edwards                       | Harry Langdon                                                | k. A.      | k. A.                                      | Der naive Harry nimmt aus Liebe zu einem Mädchen an einem sportlichen Wettbewerb teil.                                                                                         | |
| 1926 | Paris                                                                | 67/sw/S                   | MGM                                 | 24.5.1926  | Edmund Goulding                     | Charles Ray, Douglas Gilmore                                 | 198.000    | 275.000 92.000 367.000 +33.000             | Eine junge Tänzerin muss sich zwischen zwei Männern entscheiden und trifft am Ende die falsche Wahl.                                                                           | Erster Film mit Tanzeinlagen für Joan Crawford. Aufstieg zum Status einer Leading Lady.                                                                                   |
| 1926 | The Boob                                                             | 64/sw/S                   | MGM                                 | 14.6.1926  | William A. Wellman                  | George K. Arthur, Carmel Myers                               | 108.000    | 142.000 41.000 183.000 -30.000             | Komödie über einen Mann, der aus Liebe zum Undercoveragenten wird. | Der Film wurde bereits Mitte 1925 gedreht. |
| 1927 | Winners of the Wilderness                                            | 68/sw/S                   | MGM                                 | 15.1.1927  | W. S. Van Dyke                      | Tim McCoy                                                    | 86.000     | 158.000 125.000 283.000 +74.000            | Western vor dem Hintergrund des anglo-französischen Konfliktes in Amerika. | |
| 1927 | The Taxi Dancer                                                      | 64/sw/S                   | MGM                                 | 5.2.1927   | Harry Millarde                      | Owen Moore                                                   | 143.000    | 263.000 100.000 363.000 +67.000            | Eine junge Tänzerin erlebt schwere Prüfungen auf der Suche nach der wahren Liebe.                                                                                              | Erster Film, der Joan Crawford über dem Titel nennt (sog. „top-billing“).                                                                                                 |
| 1927 | The Understanding Heart                                              | 67/sw mit Farbsequenzen/S | Cosmopolitan Productions MGM        | 12.2.1927  | Jack Conway                         | Francis X. Bushman, Jr.                                      | 248.000    | 427.000 109.000 536.000 +70.000            | Liebesgeschichte vor dem Hintergrund eines Waldbrandes, der das Leben aller Beteiligten gefährdet.                                                                             | |
| 1927 | Der Unbekannte The Unknown                                           | 65/sw/S                   | MGM                                 | 6.4.1927   | Tod Browning                        | Lon Chaney                                                   | 217.000    | 578.000 269.000 847.000 +362.000           | Dramatische Liebesgeschichte im Zirkusmilieu. | Lon Chaney gab Crawford während der Dreharbeiten zahlreiche Tipps, um ihre komplexe Rolle zu meistern.                                                                    |
| 1927 | Twelve Miles Out                                                     | 85/sw/S                   | MGM                                 | 9.7.1927   | Jack Conway                         | John Gilbert                                                 | 462.000    | 655.000 238.000 893.000 +125.000           | Ein Alkoholschmuggler entführt eine junge Frau auf sein Schiff und verliebt sich in sie. Am Ende opfert er sein Leben für sie.                                                 | Erster von zwei Filmen an der Seite von John Gilbert. |
| 1927 | Spring Fever                                                         | 60/sw/S                   | MGM                                 | 18.10.1927 | Edward Sedgwick                     | William Haines                                               | 314.000    | 386.000 119.000 505.000 +115.000           | Romantische Liebesgeschichte. | Erster von drei Filmen mit William Haines. |
| 1928 | Der Schlauberger West Point                                          | 80/sw/S                   | MGM                                 | 2.1.1928   | Edward Sedgwick                     | William Haines                                               | 205.000    | 502.000 190.000 692.000 +238.000           | Romantische Verwicklungen in Amerikas bekanntester Kadettenanstalt. | Die Dreharbeiten fanden zum Teil in West Point statt. |
| 1928 | The Law of the Range                                                 | 60/sw/S                   | MGM                                 | 21.1.1928  | William Nigh                        | Tim McCoy                                                    | 52.000     | 139.000 102.000 241.000 +87.000            | Western über zwei unterschiedliche Brüder, die dieselbe Frau lieben. | |
| 1928 | Rose-Marie                                                           | 70/sw/S                   | MGM                                 | 11.2.1928  | Lucien Hubbard                      | James Murray                                                 | 494.000    | 679.000 293.000 972.000 +165.000           | Eine junge Frau steht in der kanadischen Wildnis zwischen zwei Männern und ihrem straffälligen Bruder.                                                                         | Verfilmung der gleichnamigen Operette von Otto Harbach und Oscar Hammerstein II. Der Film gilt als verschollen.                                                           |
| 1928 | Pflicht und Liebe Across to Singapore                                | 78/sw/S                   | MGM                                 | 30.4.1928  | William Nigh                        | Ramón Novarro, Ernest Torrence                               | 292.000    | 548.000 333.000 881.000 +306.000           | Ein junger Seemann liebt die Freundin seines Bruders. Während einer Überfahrt kommt es an Bord des Schiffs zu einer dramatischen Auseinandersetzung.                           | Verfilmung des Romans All the Brothers Were Valiant von Ben Ames Williams.                                                                                                |
| 1928 | Four Walls                                                           | 60/sw/S                   | MGM                                 | 11.8.1928  | William Nigh                        | John Gilbert, Carmel Myers                                   | 255.000    | 605.000 198.000 803.000 +289.000           | Gangstergeschichte um einen ehemaligen Kriminellen, der versucht, nach der Entlassung aus dem Gefängnis ein ehrliches Leben zu führen.                                         | Der Film gilt als verschollen. |
| 1928 | Our Dancing Daughters                                                | 86/sw/S                   | Cosmopolitan Productions MGM        | 1.9.1928   | Harry Beaumont                      | Anita Page, Dorothy Sebastian, John Mack Brown               | 178.000    | 757.000 342.000 1.099.000 +304.000         | Ein Flapper erlebt romantische Verwicklungen auf der Suche nach der wahren Liebe.                                                                                              | Durchbruch zum Topstar. Es folgen noch zwei weitere Filme mit dem Zusatz „Our“ im Titel, die jedoch keinen inhaltlichen Bezug aufeinander nehmen.                         |
| 1928 | Ein Traum von Liebe Dream of Love                                    | 65/sw/S                   | MGM                                 | 1.12.1928  | Fred Niblo                          | Nils Asther, Aileen Pringle                                  | 221.000    | 339.000 232.000 571.000 +138.000           | Eine junge Straßenmusikantin verliebt sich in den Thronfolger eines Zwergstaates, wird aus unglücklicher Liebe zu einem Bühnenstar und rettet ihn am Ende vor der Hinrichtung. | Der Film gilt als verschollen. |
| 1929 | The Duke Steps Out                                                   | 62/sw/S                   | MGM                                 | 16.3.1929  | James Cruze                         | William Haines                                               | 218.000    | 714.000 206.000 920.000 +343.000           | Ein verzogener Junge wird aus Liebe zu einem armen Mädchen zum Mann. | Der Film gilt als verschollen. |
| 1929 | The Hollywood Revue of 1929                                          | 82/sw mit Farbsequenzen/T | MGM                                 | 14.8.1929  | Charles Reisner                     | Starbesetzung                                                | 426.000    | 1.517.000 894.000 2.421.000 +1.135.000     | Nummernrevue mit Auftritten aller MGM-Stars außer Greta Garbo und Ramón Novarro.                                                                                               | Tonfilmdebüt von Joan Crawford. Sie präsentiert den ersten Stepptanz des Tonfilms. Song: „I’ve got a Feeling for You“.                                                    |
| 1929 | Moderne Mädchen Our Modern Maidens                                   | 70/sw/S mit Soundeffekten | MGM                                 | 24.8.1929  | Jack Conway                         | Douglas Fairbanks Jr., Dorothy Sebastian, Rod La Rocque      | 283.000    | 675.000 182.000 857.000 +248.000           | Reiche Erbin wird vor dem Altar sitzengelassen und findet erst nach vielen Irrungen die wahre Liebe.                                                                           | Einziger Auftritt an der Seite ihres ersten Ehemannes Douglas Fairbanks. Jr. Letzter Stummfilm.                                                                           |
| 1929 | Untamed                                                              | 65/sw/T                   | MGM                                 | 23.11.1929 | Jack Conway                         | Robert Montgomery                                            | 229.000    | 714.000 260.000 974.000 +508.000           | Erbin aus dem Dschungel wird in New York zur Dame mit Manieren und verliert dabei fast ihre wahre Liebe.                                                                       | Erster reiner Tonfilm und erster von sechs gemeinsamen Filmen mit Robert Montgomery.                                                                                      |
|      |                                                                      |                           |                                     |            |                                     | 1930er                                                       |            |                                            | | |
| 1930 | Montana Moon                                                         | 71/sw/T                   | MGM                                 | 20.3.1930  | Malcolm St. Clair                   | John Mack Brown, Dorothy Sebastian                           | 227.000    | 751.000 209.000 960.000 +326.000           | Liebesromanze im Wilden Westen. | Einer der ersten Tonfilme mit zahlreichen Außenaufnahmen. |
| 1930 | Our Blushing Brides                                                  | 74/sw/T                   | MGM                                 | 19.7.1930  | Harry Beaumont                      | Dorothy Sebastian, Anita Page, Robert Montgomery             | 337.000    | 874.000 337.000 1.211.000 +412.000         | Drei junge Angestellte in einem Kaufhaus erleben verwickelte, teilweise dramatische Liebesgeschichten.                                                                         | Letzter Film der „Our“-Reihe. |
| 1930 | Paid                                                                 | 80/sw/T                   | MGM                                 | 30.12.1930 | Sam Wood                            | Marie Prevost                                                | 385.000    | 920.000 311.000 1.231.000 +415.000         | Eine junge Frau muss unschuldig ins Gefängnis und nimmt später Rache. | |
| 1931 | Irrwege des Lebens Dance, Fools, Dance                               | 82/sw/T                   | MGM                                 | 21.2.1931  | Harry Beaumont                      | Clark Gable                                                  | 234.000    | 848.000 420.000 1.268.000 +524.000         | Reiche Erbin verliert durch den Börsencrash ihr gesamtes Vermögen und deckt als Reporterin ein Verbrechersyndikat auf.                                                         | Erster von acht gemeinsamen Filmen mit Clark Gable. |
| 1931 | Laughing Sinners                                                     | 71/sw/T                   | MGM                                 | 30.5.1931  | Harry Beaumont                      | Neil Hamilton, Clark Gable                                   | 338.000    | 624.000 141.000 765.000 +156.000           | Junge Frau gerät an den falschen Mann und erkennt erst nach vielen Wirrungen den Wert echter Liebe.                                                                            | |
| 1931 | This Modern Age                                                      | 68/sw/T                   | MGM                                 | 29.8.1931  | Nicholas Grinde                     | Pauline Frederick                                            | 316.000    | 708.000 183.000 891.000 +218.000           | Dramatische Mutter-Tochter Geschichte. | |
| 1931 | Alles für Dein Glück Possessed                                       | 76/sw/T                   | MGM                                 | 31.11.1931 | Clarence Brown                      | Clark Gable                                                  | 378.000    | 1.030.000 492.000 1.522.000 +611.000       | Der einfachste Weg zu Luxus ist horizontal: Arme Frau aus den Slums wird die Geliebte eines reichen Politikers und ruiniert fast seine Karriere.                               | |
| 1932 | Menschen im Hotel Grand Hotel                                        | 115/sw/T                  | MGM                                 | 12.4.1932  | Edmund Goulding                     | Greta Garbo, Wallace Beery, John Barrymore, Lionel Barrymore | 700.000    | 1.235.000 1.359.000 2.594.000 +947.000     | Schicksalhafte Stunden in einem Berliner Luxushotel. | Erste Großproduktion mit einer Starbesetzung. |
| 1932 | Letty Lynton                                                         | 84/sw/T                   | MGM                                 | 30.4.1932  | Clarence Brown                      | Robert Montgomery, Nils Asther                               | 347.000    | 754.000 418.000 1.172.000 +390.000         | Reiche junge Frau wird beschuldigt, ihren sadistischen Liebhaber getötet zu haben. Der Film basiert vage auf dem Fall von Madeleine Smith.                                     | |
| 1932 | Rain                                                                 | 92/sw/T                   | United Artists                      | 12.10.1932 | Lewis Milestone                     | Walter Huston                                                | 591.000    | 538.000 166.000 704.000 -198.000           | Prostituierte findet über Umwege den Weg in eine bürgerliche Existenz. | Verfilmung des gleichnamigen Bühnenstücks von William Somerset Maugham. Loan-Out auf eigenen Wunsch von Crawford.                                                         |
| 1933 | Today We Live                                                        | 115/sw/T                  | MGM                                 | 3.3.1933   | Howard Hawks                        | Gary Cooper, Franchot Tone                                   | 663.000    | 590.000 445.000 1.035.000 -23.000          | Englische Adlige verliebt sich in einen amerikanischen Bomberpiloten. | Erste von sieben Auftritten neben Franchot Tone, ihrem zweiten Ehemann.                                                                                                   |
| 1933 | Ich tanze nur für Dich Dancing Lady                                  | 94/sw/T                   | MGM                                 | 24.11.1933 | Robert Z. Leonard                   | Clark Gable, Franchot Tone                                   | 923.000    | 1.490.000 916.000 2.406.000 +744.000       | Junge Tänzerin wird zum Star einer Revue und steht dabei zwischen zwei Männern.                                                                                                | |
| 1934 | Sadie McKee                                                          | 88/sw/T                   | MGM                                 | 9.5.1934   | Clarence Brown                      | Franchot Tone, Gene Raymond, Edward Arnold                   | 612.000    | 838.000 464.000 1.302.000 +226.000         | Angestellte verliebt sich in den Sohn der Herrschaft und muss das Haus verlassen. Sie heiratet einen Millionär und findet am Ende das wahre Glück.                             | |
| 1934 | In goldenen Ketten Chained                                           | 74/sw/T                   | MGM                                 | 1.9.1934   | Clarence Brown                      | Clark Gable, Otto Kruger                                     | 544.000    | 1.301.000 687.000 1.988.000 +732.000       | Junge Frau heiratet aus Pflichtgefühl einen älteren und reichen Mann und verliebt sich dann in einen jüngeren ohne Geld.                                                       | |
| 1934 | Heirate nie beim ersten Mal Forsaking All Others                     | 82/sw/T                   | MGM                                 | 23.12.1934 | W. S. Van Dyke                      | Clark Gable, Robert Montgomery                               | 392.000    | 1.399.000 800.000 2.199.000 +1.132.000     | Reiche Erbin wird am Tag vor der Hochzeit sitzengelassen und erkannt fast zu spät, wen sie wirklich liebt.                                                                     | |
| 1935 | No More Ladies                                                       | 79/sw/T                   | MGM                                 | 14.6.1935  | Edward H. Griffith, George Cukor    | Robert Montgomery, Franchot Tone, Gail Patrick               | 765.000    | 1.117.000 506.000 1.623.000 +166.000       | Reiche Frau steht zwischen zwei Männern und wählt erst den falschen. | |
| 1935 | Wo die Liebe hinfällt I Live My Life                                 | 88/sw/T                   | MGM                                 | 4.10.1935  | W. S. Van Dyke                      | Brian Aherne, May Robson                                     | 586.000    | 921.000 557.000 1.478.000 +348.000         | Junge Erbin liebt armen Archäologen. | |
| 1936 | The Gorgeous Hussy                                                   | 105/sw/T                  | MGM                                 | 28.8.1936  | Clarence Brown                      | Robert Taylor, Melvyn Douglas                                | 1.119.000  | 1.451.000 561.000 2.019.000 +116.000       | Fiktionale Schilderung der Ereignisse rund um die Petticoat Affair. | |
| 1936 | Love on the Run                                                      | 81/sw/T                   | MGM                                 | 20.11.1936 | W. S. Van Dyke                      | Clark Gable, Franchot Tone                                   | 578.000    | 1.141.000 721.000 1.862.000 +677.000       | Reiche Erbin brennt kurz vor der Hochzeit nach Europa durch und wird von zwei Reportern verfolgt.                                                                              | Screwball Comedy. |
| 1937 | The Last of Mrs. Cheyney                                             | 98/sw/T                   | MGM                                 | 19.2.1937  | Richard Boleslawski, Dorothy Arzner | William Powell, Robert Montgomery                            | 741.000    | 1.107.000 690.000 1.797.000. +460.000      | Trickbetrügerin verliebt sich in einen Lord und landet ihren letzten Coup. | Zweite Verfilmung des Bühnenstücks von Frederick Lonsdale. |
| 1937 | Die Braut trug Rot The Bride Wore Red                                | 103/sw/T                  | MGM                                 | 15.10.1937 | Dorothy Arzner                      | Robert Young, Franchot Tone                                  | 960.000    | 852.000 425.000 1.277.000 -4271.000        | Cabaretsängerin gibt sich als Dame der Gesellschaft aus und erlebt glückliche Stunden in der High Society.                                                                     | |
| 1938 | Mannequin                                                            | 95/sw/T                   | MGM                                 | 20.1.1938  | Frank Borzage                       | Spencer Tracy                                                | 595.000    | 1.066.000 568.000 1.634.000 +475.000       | Eine junge Frau aus den Slums heiratet den falschen Mann und findet am Ende ihr Glück an der Seite eines Schiffsmagnaten.                                                      | |
| 1938 | Brennendes Feuer der Leidenschaft The Shining Hour                   | 76/sw/T                   | MGM                                 | 18.11.1938 | Frank Borzage                       | Melvyn Douglas, Margaret Sullavan, Fay Bainter               | 1.068.000  | 942.000 425.000 1.367.000. -137.000        | Nachtclubtänzerin heiratet überstürzt einen Rancher und muss mit den Vorurteilen der Familie kämpfen.                                                                          | |
| 1939 | Tanz auf dem Eis The Ice Follies of 1939                             | 83/sw mit Farbpassagen/T  | MGM                                 | 10.3.1939  | Reinhold Schünzel                   | James Stewart, Lew Ayres                                     | 1.108.000  | 725.000 448.000 1.213.000. -343.000        | Unbekannte Eisläuferin wird zum gefeierten Filmstar und gefährdet so ihre Ehe.                                                                                                 | Der Film weist zahlreiche autobiografische Elemente in Bezug auf Crawfords eigene Karriere auf.                                                                           |
| 1939 | Die Frauen The Women                                                 | 134/sw mit Farbpassagen/T | MGM                                 | 1.9.1939   | George Cukor                        | Norma Shearer, Rosalind Russell, Paulette Goddard            | 1.688.000  | 1.610.000 660.000 2.270.000 -262.000       | Zwei Frauen kämpfen um einen Mann unter Beteiligung einer Armada von vermeintlichen Freundinnen.                                                                               | Kein einziger Mann vor der Kamera. |
|      |                                                                      |                           |                                     |            |                                     | 1940er                                                       |            |                                            | | |
| 1940 | Die wunderbare Rettung Strange Cargo                                 | 113/sw/T                  | MGM                                 | 10.3.1940  | Frank Borzage                       | Clark Gable                                                  | 1.252.000  | 1.311.000 603.000 1.924.000. +21.000       | Cabaretsängerin begleitet eine Gruppe flüchtiger Sträflinge. | Letzter Film mit Clark Gable. |
| 1940 | Susan und der liebe Gott Susan and God                               | 117/sw/T                  | MGM                                 | 1.9.1940   | George Cukor                        | Fredric March, Ruth Hussey                                   | 1.103.000  | 817.000 179.000 1.096.000 -433.000         | Society-Matrone wankt zwischen falschem Glauben und echten Gefühlen. | Erste Mutterrolle. |
| 1941 | Die Frau mit der Narbe A Woman’s Face                                | 105/sw/T                  | MGM                                 | 15.5.1941  | George Cukor                        | Melvyn Douglas, Conrad Veidt                                 | 1.343.000  | 1.077.000 830.000 1.907.000 -131.000       | Eine im Gesicht grausam entstellte Frau wird durch eine Operation von ihren äußeren Narben geheilt und muss sich jetzt ihren seelischen Verwundungen stellen.                  | Remake von En Kvinnas Ansikte mit Ingrid Bergman. |
| 1941 | When Ladies Meet                                                     | 105/sw/T                  | MGM                                 | 28.9.1941  | Robert Z. Leonard                   | Robert Taylor, Greer Garson, Herbert Marshall                | 640.000    | 1.162.000 684.000 1.846.000 +607.000       | Erfolgreiche Schriftstellerin kämpft um die Zuneigung eines verheirateten Mannes, um am Ende die wahre Liebe zu finden.                                                        | Remake des gleichnamigen Films von 1933. |
| 1942 | Ein Kuß zuviel They All Kissed the Bride                             | 86/sw/T                   | Columbia Pictures                   | 11.6.1942  | Alexander Hall                      | Melvyn Douglas                                               | k. A.      | k. A.                                      | Gefühlskalte Geschäftsfrau entdeckt die wahre Liebe. | Crawford übernahm die Rolle für die kurz vorher verunglückte Carole Lombard.                                                                                              |
| 1942 | Reunion in France                                                    | 102/sw/T                  | MGM                                 | 12.12.1942 | Jules Dassin                        | John Wayne                                                   | 1.054.000  | 1.064.000 817.000 1.863.000 +222.000       | Französische Modeschöpferin kämpft Seite an Seite mit einem amerikanischen Piloten für das freie Frankreich und gegen die deutschen Besatzer.                                  | |
| 1943 | Gefährliche Flitterwochen Above Suspicion                            | 91/sw/T                   | MGM                                 | 6.8.1943   | Richard Thorpe                      | Fred MacMurray, Conrad Veidt                                 | 1.134.000  | 1.509.000 798.000 2.307.000 +475.000       | Ein amerikanisches Ehepaar kämpft gegen Faschismus und spioniert erfolgreich kriegsentscheidende Geheimnisse aus.                                                              | Letzter Film nach 18 Jahren bei MGM. |
| 1944 | Hollywood Canteen                                                    | 123/sw/T                  | Warner Brothers                     | 15.11.1944 | Delmer Daves                        | Starbesetzung mit Cameo-Auftritten aller Warner Stars.       | 2.126.000  | 3.813.000 1.621.000 5.452.000 k. A.        | Bette Davis und John Garfield führen durch eine Nummernrevue mit Sketchen und Showeinlagen. Joan Crawford tanzt in einer kurzen Sequenz mit einem der Soldaten.                | Die Einnahmen gingen an wohltätige Einrichtungen. |
| 1945 | Solange ein Herz schlägt Mildred Pierce                              | 111/sw/T                  | Warner Brothers                     | 24.9.1945  | Michael Curtiz                      | Zachary Scott, Jack Carson, Ann Blyth                        | 1.453.000  | 3.483.000 2.155.000 5.638.000 k. A.        | Komplexe Mutter-Tochter-Beziehung führt zu zahlreichen Konflikten. | Oscar/Beste Hauptdarstellerin auf der Oscarverleihung 1946 für Crawford. Künstlerisch und finanziell erfolgreichster Film des Jahres für das Studio.                      |
| 1946 | Humoreske Humoresque                                                 | 125/sw/T                  | Warner Brothers                     | 25.11.1946 | Jean Negulesco                      | John Garfield, Oscar Levant, Anne Revere                     | 2.164.000  | 2.281.000 1.118.000 3.399.000 k. A.        | Ambitionierter Musiker verliebt sich in alkoholkranke Dame der Gesellschaft, die an der Beziehung zerbricht.                                                                   | Einer der ersten US-Filme, der den New Look von Christian Dior in das Kostümdesign adaptiert.                                                                             |
| 1947 | Hemmungslose Liebe Possessed                                         | 108/sw/T                  | Warner Brothers                     | 26.7.1947  | Curtis Bernhardt                    | Van Heflin, Raymond Massey                                   | 2.592.000  | 1.987.000 1.085.000 3.072.000 k. A.        | Die unerwiderte Liebe zu einem Mann führt zum totalen emotionalen Zusammenbruch einer Frau, die erst mittels Psychoanalyse wieder auf den Weg der Genesung gelangt.            | Nominierung für den Oscar als beste Hauptdarstellerin auf der Oscarverleihung 1948.                                                                                       |
| 1947 | Daisy Kenyon                                                         | 99/sw/T                   | 20th Century Fox                    | 25.12.1947 | Otto Preminger                      | Dana Andrews, Henry Fonda, Ruth Warrick, Peggy Ann Garner    | 1.852.000. | USA: 1.750.000                             | Eine erfolgreiche Werbezeichnerin hat eine Affäre mit einem verheirateten Mann und entscheidet sich am Ende für einen anderen.                                                 | Erste Großproduktion, die die Internierung von US-Amerikanern japanischer Abstammung thematisiert.                                                                        |
| 1949 | Die Straße der Erfolgreichen Flamingo Road                           | 96/sw/T                   | Warner Brothers                     | 6.5.1949   | Michael Curtiz                      | Zachary Scott, Sydney Greenstreet, Gladys George             | 1.528.000  | 2.263.000 633.000 2.896.0000 k. A.         | Burlesquetänzerin schafft durch die Beziehung zu einem zwielichtigen Politiker den Aufstieg und kämpft gegen Korruption und Filz in einer Kleinstadt.                          | Einer der finanziell erfolgreichsten Filme des Jahres für das Studio. |
| 1949 | Ein tolles Gefühl It’s a Great Feeling                               | 85/F/T                    | Warner Brothers                     | 1.8.1949   | Michael Curtiz                      | Doris Day, Jack Carson, Dennis Morgan                        | 1.452.000  | 2.059.000 645.000 2.713.000 k. A.          | Zahlreiche Stars von Warners haben Cameo-Auftritte, darunter Joan Crawford, die ihr Leinwand-Image in einem kurzen Sketch veralbert.                                           | |
|      |                                                                      |                           |                                     |            |                                     | 1950er                                                       |            |                                            | | |
| 1950 | Im Solde des Satans The Damned Don’t Cry                             | 103/sw/T                  | Warner Brothers                     | 7.4.1950   | Vincent Sherman                     | David Brian, Steve Cochran                                   | 1.233.000  | 1.540.000 671.000 2.211.000 k. A.          | Nach der Scheidung schafft eine Frau aus der Unterschicht den Aufstieg als Geliebte eines Verbrechers. Am Ende kehrt sie desillusioniert zurück in ihren Heimatort.            | |
| 1950 | Die Lügnerin Harriet Craig                                           | 94/sw/T                   | Columbia Pictures                   | 2.11.1950  | Vincent Sherman                     | Wendell Corey, Lucile Watson                                 | k. A.      | k. A.                                      | Harriet Craig leidet unter einem Kindheitstrauma, das zu Kontrollwahn und Verlustängsten führt und am Ende ihre Ehe zerstört.                                                  | Dritte Verfilmung des Bühnenstücks Craigs Wife von George Kelly. |
| 1951 | Goodbye, My Fancy                                                    | 107/sw/T                  | Warner Brothers                     | 30.5.1951  | Vincent Sherman                     | Robert Young, Eve Arden                                      | 1.312.000  | 1.130.000 228.000 1.358.000 k. A.          | Liberale Abgeordnete des US-Kongress kehrt an ihre Alma Mater zurück und muss sich dort zwischen zwei Männern entscheiden.                                                     | Politische Komödie, Verfilmung des gleichnamigen Broadwayhits von Norman Krasna.                                                                                          |
| 1952 | This Woman is Dangerous                                              | 97/sw/T                   | Warner Brothers                     | 28.2.1952  | Felix E. Feist                      | Dennis Morgan, David Brian                                   | k. A.      | k. A.                                      | Leiterin eines Gangstersyndikats droht zu erblinden und verliebt sich in ihren Arzt.                                                                                           | Letzter Film für Warner Brothers. |
| 1952 | Maskierte Herzen Sudden Fear                                         | 110/sw/T                  | RKO                                 | 6.8.1952   | David Miller                        | Jack Palance, Gloria Grahame                                 | k. A.      | USA: 1.650.000                             | Reiche Erbin und erfolgreiche Bühnenautorin verliebt sich in einen zwielichtigen Mann, der sie ermorden will. Ein Katz- und Maus-Spiel beginnt.                                | Dritte Oscarnominierung als beste Hauptdarstellerin auf der Oscarverleihung 1953. Come-Back nach einer Reihe von Flops.                                                   |
| 1953 | Herzen im Fieber Torch Song                                          | 90/F/T                    | MGM                                 | 23.10.1953 | Charles Walters                     | Michael Wilding, Gig Young, Marjorie Rambeau                 | 1.029.000  | 1.135.000 533.000 1.668.0000 -260.000      | Broadwaystar verliebt sich in einen blinden Pianisten und klärt die komplizierte Beziehung zu ihrer Mutter.                                                                    | Erster Farbfilm und ersten Film seit 1943 für MGM. Crawfords Songs wurden von India Adams gesungen.                                                                       |
| 1954 | Johnny Guitar – Wenn Frauen hassen Johnny Guitar                     | 110/F/T                   | Republic Pictures                   | 27.5.1954  | Nicholas Ray                        | Sterling Hayden, Mercedes McCambridge                        | k. A.      | USA: 2.500.000                             | Eine Saloonbesitzerin wird von der Rivalin um die Zuneigung eines Outlaw fast gelyncht.                                                                                        | Western, der über die Jahre zu einem der bekanntesten Filme von Crawford geworden ist.                                                                                    |
| 1955 | Das Haus am Strand Female on the Beach                               | 97/sw/T                   | Universal Pictures                  | 20.8.1955  | Joseph Pevney                       | Jeff Chandler, Jan Sterling                                  | k. A.      | k. A.                                      | Reiche Witwe verliebt sich in einen Gigolo und fürchtet, dass er sie ermorden will.                                                                                            | Come-Back nach einer Reihe finanziell erfolgloser Filme. |
| 1955 | Ehe in Fesseln Queen Bee                                             | 95/sw/T                   | Columbia Pictures                   | 7.11.1955  | Ranald MacDougall                   | John Ireland, Fay Wray                                       | k. A.      | k. A.                                      | Tyrannische Ehefrau eines reichen Mannes treibt ihre Schwägerin in den Selbstmord und quält ihre Umgebung.                                                                     | Die Kostüme wurden von Jean Louis entworfen. |
| 1956 | Herbststürme Autumn Leaves                                           | 108/sw/T                  | Columbia Pictures                   | 2.8.1956   | Robert Aldrich                      | Cliff Robertson, Vera Miles, Lorne Greene                    | k. A.      | USA: 1.100.000                             | Einsame Sekretärin verliebt sich in einen viel jüngeren Mann, der ein kompliziertes Verhältnis zu seinem Vater hat.                                                            | Den Titelsong singt Nat King Cole. |
| 1957 | Esther Costello The Story of Esther Costello                         | 127/sw/T                  | Columbia Pictures                   | 6.11.1957  | David Miller                        | Heather Sears, Rossano Brazzi                                | k. A.      | USA: 1.075.000                             | Reiche Philanthropin nimmt sich eines blinden und taubstummen Mädchens an und hilft ihr, ein Kindheitstraumata zu überwinden.                                                  | Verfilmung des gleichnamigen Romans von Nicholas Monsarrat. Die Dreharbeiten fanden in England statt.                                                                     |
| 1959 | Alle meine Träume The Best of Everything                             | 121/F/T                   | 20th Century Fox                    | 9.10.1959  | Jean Negulesco                      | Louis Jourdan, Brian Aherne, Suzy Parker, Hope Lange         | 1.965.000  | k. A.                                      | Drei junge Frauen erleben romantische Verwicklungen in einem New Yorker Verlagshaus.                                                                                           | Ein Großteil von Crawfords Auftritt als zynische Cheflektorin fiel dem Endschnitt zum Opfer.                                                                              |
|      |                                                                      |                           |                                     |            |                                     | 1960er                                                       |            |                                            | | |
| 1962 | Was geschah wirklich mit Baby Jane? What Ever Happened to Baby Jane? | 132/sw/T                  | Seven Arts Pictures Warner Brothers | 26.10.1962 | Robert Aldrich                      | Bette Davis, Victor Buono                                    | 980.000    | 3.500.000                                  | Zwei ehemals berühmte Schwestern leben seit Jahrzehnten zurückgezogen in einem Haus.                                                                                           | Die beiden Stars drehten den Film jeweils für einen Bruchteil ihrer üblichen Gage. Crawford erhielt jedoch eine prozentuale Beteiligung am Einspielergebnis.              |
| 1963 | Frauen, die nicht lieben dürfen The Caretakers                       | 97/sw/T                   | United Artists                      | 21.8.1963  | Hall Bartlett                       | Robert Stack, Polly Bergen, Herbert Marshall                 | k. A.      | 2.050.000 1.110.000 3.160.000 k. A.        | Ein junger Arzt reformiert die Behandlung von Menschen mit psychischen Erkrankungen.                                                                                           | Joan Crawford spielt die Nebenrolle einer Oberschwester, die sich gegen jede neue Idee sträubt.                                                                           |
| 1964 | Die Zwangsjacke Strait-Jacket                                        | 93/sw/T                   | Columbia Pictures                   | 19.1.1964  | William Castle                      | Diane Baker                                                  | k. A.      | USA: 2.195.000                             | Eine Axtmörderin wird nach Jahren aus der Psychiatrie entlassen und steht bald im Verdacht, neue Morde begangenen zu haben.                                                    | Joan Crawford übernahm die Rolle, nachdem Joan Blondell sich kurz vor Drehbeginn verletzte.                                                                               |
| 1965 | Es geschah um 8 Uhr 30 I Saw What You Did                            | 82/sw/T                   | Universal Pictures                  | 21.5.1965  | William Castle                      | John Ireland                                                 | k. A.      | USA: 1.000.000                             | Zwei junge Mädchen spielen Telefonstreiche und kommen ungewollt einem Doppelmörder auf die Spur.                                                                               | Nebenrolle für Crawford, die bereits nach gut 25 Minuten ermordet wird.                                                                                                   |
| 1967 | Die Karate Killer The Karate Killers                                 | 108/F/T                   | Columbia Pictures                   | [ 13 ]     | Barry Shear                         | Robert Vaughn, David McCallum, Telly Savalas, Curd Jürgens   | k. A.      | k. A.                                      | Zwei Agenten suchen nach einer Formel, die Wasser in Gold verwandeln kann. | Nebenrolle für Joan Crawford. Es handelt sich um die Doppelepisode The Five Daughters Affair aus der US-Fernsehserie Solo für O.N.C.E.L., die zusammengeschnitten wurden. |
| 1967 | Zirkus des Todes Berserk!                                            | 96/F/T                    | Columbia Pictures                   | 11.11.1968 | Jim O’Connolly                      | Diana Dors, Ty Hardin                                        | k. A.      | 1.100.000 2.095.000 3.195.000 k. A.        | Ein Wanderzirkus wird von einer Reihe grausamer Morde aufgeschreckt. | Edith Head entwarf einige der Kostüme für Joan Crawford. |
|      |                                                                      |                           |                                     |            |                                     | 1970er                                                       |            |                                            | | |
| 1970 | Das Ungeheuer Trog                                                   | 90/F/T                    | Warner Brothers                     | 24.10.1970 | Freddie Francis                     | Michael Gough                                                | k. A.      | USA: 2.900.583 in der ersten Verleihwoche. | Ein affenähnliches Wesen wird von einer weltbekannten Anthropologin mit den Grundzügen der Kommunikation bekannt gemacht.                                                      | Der letzte Film von Joan Crawford. |

Anmerkungen
1. ↑  Als Quelle dienen die Angaben hier: joancrawfordbest.com
2. ↑  Die Angaben stammten, soweit nicht anders vermerkt, für die MGM-Filme: The Eddie Mannix Ledger, Appendix 1: MGM Film Grosses, 1924–1948. In: Historical Journal of Film, Television, and Radio, Vol. 12, No. 2, 1992. Für die Filme bei Warner Brothers: The William Schaefer Ledger, Appendix 1, Warner Bros. Film Grosses, 1921–1951. In: Historical Journal of Film, Television, and Radio, Vol. 15, No. 1, 1995.
3. ↑  vgl. hier letterboxd.com und filmsite.org. Zu den grundsätzlichen Nachweisproblemen vgl. den entsprechenden Wiki-Artikel.
4. ↑  kumulierte Werte inkl. Re-Release 1947
5. ↑  siehe dazu Angaben hier: legendaryjoancrawford.com (Memento des Originals vom 26. April 2011 im Internet Archive)  Info: Der Archivlink wurde automatisch eingesetzt und noch nicht geprüft. Bitte prüfe Original- und Archivlink gemäß Anleitung und entferne dann diesen Hinweis.
6. ↑  siehe dazu Angaben hier: legendaryjoancrawford.com (Memento des Originals vom 19. März 2012 im Internet Archive)  Info: Der Archivlink wurde automatisch eingesetzt und noch nicht geprüft. Bitte prüfe Original- und Archivlink gemäß Anleitung und entferne dann diesen Hinweis.
7. ↑  siehe dazu Angaben hier: legendaryjoancrawford.com (Memento des Originals vom 15. Juli 2012 im Internet Archive)  Info: Der Archivlink wurde automatisch eingesetzt und noch nicht geprüft. Bitte prüfe Original- und Archivlink gemäß Anleitung und entferne dann diesen Hinweis.
8. ↑  Top Grosses of 1957. In: Variety, 30, 8. Januar 1958
9. ↑  Shaun Considine: The Devine Feud, S. 336. Anders: Alain Silver, James Ursini: Whatever Happened to Robert Aldrich? S. 256, wo von 1.025.000 US-Dollar ausgegangen wird. Wieder anders A. Walker, der auf S. 171 ein Budget von 825.000 US-Dollar angibt.
10. ↑  Considine, S. 346 mit Verweis auf “the income statement from Warner Seven Arts”. Anders z. B. IMDB, wo von 9 Millionen US-Dollar ausgegangen wird. Walker spricht demgegenüber sogar von 10–12 Millionen US-Dollar, ohne Quellen zu benennen.
11. ↑  siehe dazu Angaben hier:legendaryjoancrawford.com (Memento des Originals vom 11. April 2021 im Internet Archive)  Info: Der Archivlink wurde automatisch eingesetzt und noch nicht geprüft. Bitte prüfe Original- und Archivlink gemäß Anleitung und entferne dann diesen Hinweis.
12. ↑  siehe dazu Angaben hier: legendaryjoancrawford.com (Memento des Originals vom 3. August 2012 im Internet Archive)  Info: Der Archivlink wurde automatisch eingesetzt und noch nicht geprüft. Bitte prüfe Original- und Archivlink gemäß Anleitung und entferne dann diesen Hinweis.
13. ↑  Nur in Europa in den Verleih gebracht.
14. ↑  siehe dazu Angaben hier: legendaryjoancrawford.com (Seite nicht mehr abrufbar, festgestellt im April 2018. Suche in Webarchiven)  Info: Der Link wurde automatisch als defekt markiert. Bitte prüfe den Link gemäß Anleitung und entferne dann diesen Hinweis.